# Muškátovníkovité
Muškátovníkovité (Myristicaceae) je čeleď nižších dvouděložných rostlin náležející do řádu šácholanotvaré (Magnoliales).

## Popis
Obvykle dvoudomé dřeviny s jednoduchými celokrajnými listy bez palistů. V kmenech je obvykle přítomen červenavý exudát. Květy jsou jednopohlavné, drobné, samčí v bohatých květenstvích. Okvětí je nenápadné, sepaloidní, obyčejně v počtu 3 plátků. Tyčinky 4 až 30 srůstající do charakteristického sloupkovitého útvaru. Gyneceum svrchní, tvořené jediným plodolistem s jedním vajíčkem. Plod je dužnatý, pukavý, jednosemenný, nejednoznačného charakteru (někdy označován jako tobolka, jindy jako měchýřek nebo dokonce pukavá bobule).
Čeleď s pantropickým rozšířením, asi 400 druhů v 18 rodech.

## Zástupci
- muškátovník (Myristica)
- virola (Virola)[1]

## Seznam rodů
Bicuiba,
Brochoneura,
Coelocaryon,
Compsoneura,
Doyleanthus,
Endocomia,
Gymnacranthera,
Haematodendron,
Horsfieldia,
Iryanthera,
Knema,
Mauloutchia,
Myristica,
Osteophloeum,
Otoba,
Paramyristica,
Pycnanthus,
Scyphocephalium,
Staudtia,
Virola